# Joy Woods
Joy Woods (8 dicembre 1999) è un'attrice teatrale statunitense.

## Biografia
Dopo il diploma all'American Musical and Dramatic Academy, ha esordito nell'Off-Broadway nel musical La piccola bottega degli orrori, a cui è seguito Mack and Mabel al New York City Center. Nel 2022 ha esordito a Broadway interpretando Caterina Parr in Six, mentre nel 2023 è tornata a recitare ne La piccola bottega degli orrori nel ruolo della co-protagonista Audrey. Nel 2024 è tornata a Broadway per interpretare la protagonista Allie nell'adattamento teatrale de Le pagine della nostra vita e per recitare nel ruolo di Gypsy Rose Lee nel musical Gypsy con Audra McDonald; per la sua interpretazione ha ricevuto una candidatura al Drama League Award alla miglior performance e al Tony Award alla miglior attrice non protagonista in un musical.

## Teatro
- La piccola bottega degli orrori di Alan Menken e Howard Ashman. Westside Theatre dell'Off-Broadway (2019-2020; 2021-2022; 2023)
- Mack and Mabel di Jerry Herman e Michael Stewart. New York City Center dell'Off-Broadway (2020)
- Six di Toby Marlow e Lucy Moss. Lena Horne Theatre di Broadway (2022)
- The Notebook di Ingrid Michaelson e Bekah Brunstetter. Chicago Shakespeare Theatre di Chicago (2022), Gerald Schoenfeld Theatre di Broadway (2024)
- Dreamgirls di Henry Krieger e Tom Eyen. North Carolina Theatre di Raleigh (2023)
- I Can Get It for You Wholesale di Harold Rome e Jerome Weidman. Classic Stage Company dell'Off-Broadway (2023)
- Gypsy di Arthur Laurents, Stephen Sondheim e Jule Styne. Majestic Theatre di Broadway (2024)